# Брадсвил (Мисури)
Брадсвил (енгл. Brandsville) град је у америчкој савезној држави Мисури.

## Демографија
По попису из 2010. године број становника је 161, што је 13 (-7,5%) становника мање него 2000. године.
| Група             | 2000.       | 2010.       |
| Белци             | 170 (97,7%) | 138 (85,7%) |
| Афроамериканци    | 0 (0,0%)    | 0 (0,0%)    |
| Азијати           | 0 (0,0%)    | 0 (0,0%)    |
| Хиспаноамериканци | 0 (0,0%)    | 20 (12,4%)  |
| Укупно            | 174         | 161         |